# Temporada 2005 del Campeonato de España de F3
La Temporada 2005 del Campeonato de España de Fórmula 3 es la quinta edición de este campeonato. Esta edición contó con 9 escuderías participantes otra vez. El ganador de esta edición fue Andy Soucek. Subcampeón quedó José Manuel Pérez-Aicart que ya quedó tercero en la temporada 2001. El argentino Ricardo Risatti acabó en tercera posición. La novedad introducida es la Copa de España de F3 una categoría paralela que cuenta con chasis de anteriores temporadas para reducir costes a los pilotos. Los pilotos que participan en la Clase Copa corren con el monoplaza Dallara F300 y también puntúan para el Campeonato de España, mientras que los otros pilotos corren con un Dallara F305. El ganador de esta primera edición de la clase Copa fue Arturo Llobell.

## Calendario
| Ronda | Circuito               | Localización               | Fecha            |
| ----- | ---------------------- | -------------------------- | ---------------- |
| 1     | Circuito del Jarama    | San Sebastián de los Reyes | 14 de abril      |
| 2     | Circuito Ricardo Tormo | Cheste                     | 15 de mayo       |
| 3     | Circuito de Albacete   | Albacete                   | 5 de junio       |
| 4     | Autódromo do Estoril   | Estoril                    | 26 de junio      |
| 5     | Circuito de Albacete   | Albacete                   | 18 de septiembre |
| 6     | Circuito Ricardo Tormo | Cheste                     | 2 de octubre     |
| 7     | Circuito de Jerez      | Jerez                      | 16 de octubre    |
| 8     | Circuit de Catalunya   | Montmeló                   | 13 de noviembre  |

## Tecnología
Para esta temporada, se dispuso un recambio generacional en cuanto a la provisión de chasis, siendo presentado el Dallara F305, manteniendo los mismos proveedores de motores y compuestos neumáticos. Asimismo, el chasis F300 fue redireccionado para la Clase Copa estrenada a partir de esta temporada.
| Características técnicas | Características técnicas | Características técnicas |
| Componentes              | Clase                    | Clase Copa               |
| ------------------------ | ------------------------ | ------------------------ |
| Marca y tipo de Chasis   | Dallara F305             | Dallara F300             |
| Motorización             | Toyota                   | Toyota                   |
| Neumáticos               | D                        | D                        |

## Escuderías y pilotos
| Escudería                   | N.º | Pilotos                  | Icono | Rondas        |
| --------------------------- | --- | ------------------------ | ----- | ------------- |
| Racing Engineering          | 1   | Javier Villa             |       | Todas         |
| Racing Engineering          | 2   | Ricardo Risatti          |       | Todas         |
| Racing Engineering          | 3   | Filipe Albuquerque       |       | 1-2, 4-5, 7-8 |
| Racing Engineering          | 3   | Sebastian Vettel         |       | 3             |
| Racing Engineering          | 3   | Sébastien Buemi          |       | 6             |
| Racing Engineering          | 14  | Marcos Martínez          | C     | Todas         |
| GTA Motor Competición       | 4   | Felipe Joao              |       | 1†            |
| GTA Motor Competición       | 4   | Sebastián Moreno         |       | 1             |
| GTA Motor Competición       | 4   | Carlos Iaconelli         |       | 4-6           |
| GTA Motor Competición       | 4   | Manel Cerqueda, jr.      |       | 7-8           |
| GTA Motor Competición       | 5   | José Manuel Pérez-Aicart |       | Todas         |
| GTA Motor Competición       | 15  | Manel Cerqueda, jr.      | C     | 1-6           |
| GTA Motor Competición       | 15  | Iñigo Martínez           | C     | 7-8           |
| GTA Motor Competición       | 16  | Nil Montserrat           | C     | Todas         |
| GTA Motor Competición       | 26  | Aitor Medina             | C     | 2             |
| Campos Racing               | 6   | Álvaro Barba             |       | Todas         |
| Campos Racing               | 7   | Roldán Rodríguez         |       | Todas         |
| Campos Racing               | 17  | Marco Barba              | C     | Todas         |
| Campos Racing               | 18  | Arturo Llobell           | C     | Todas         |
| Campos Racing               | 27  | Adrián Campos, jr.       | C     | 6             |
| IGI Tec-Auto                | 8   | Juan Manuel Polar        |       | 1-4           |
| IGI Tec-Auto                | 13  | Carlos Álvarez           | C     | 1-2           |
| IGI Tec-Auto                | 13  | Carlos Álvarez           |       | 4-8           |
| IGI Tec-Auto                | 19  | Carlos Cosidó, jr.       | C     | 5-8           |
| ECA Racing                  | 10  | Daniel Martín            |       | 1-5           |
| ECA Racing                  | 10  | Juan Manuel Polar        |       | 7-8           |
| ECA Racing                  | 21  | Manuel Sáez-Merino, jr.  | C     | Todas         |
| ECA Racing                  | 22  | Roc Mas                  | C     | 1-3           |
| ECA Racing                  | 23  | Piero Rodarte            | C     | 2-8           |
| Llusiá Racing               | 12  | Andy Soucek              |       | Todas         |
| Llusiá Racing               | 24  | Carlos Martín            | C     | 1-4           |
| Catolan Racing Sport        | 24  | Borja Mancera            | C     | 6             |
| Meycom Sport                | 25  | Maria de Villota         | C     | 1             |
| Meycom Sport                | 25  | Edeniel Soto             | C     | 2-8           |
| Escuela Española de Pilotos | 28  | Ryan Lewis               | C     | 7             |

| Icono   | Significado                      |
| ------- | -------------------------------- |
| C       | Puntuable para la Copa           |
| I       | Puntuable para el Trofeo Ibérico |
| Cursiva | Piloto invitado                  |

## Clasificaciones

### Pilotos
| Pos | Piloto                   | JAR | JAR | VAL | VAL | ALB | EST | EST | ALB | ALB | VAL | VAL | JER | JER | CAT | CAT | Pts |
| --- | ------------------------ | --- | --- | --- | --- | --- | --- | --- | --- | --- | --- | --- | --- | --- | --- | --- | --- |
| 1   | Andy Soucek              | 2   | 8   | 5   | Ret | 4   | 1   | 4   | 2   | 2   | 4   | 6   | 1   | 2   | 4   | 1   | 112 |
| 2   | José Manuel Pérez-Aicart | 1   | 9   | 3   | 3   | 2   | Ret | 2   | 6   | 5   | 2   | 2   | 2   | 3   | 2   | Ret | 109 |
| 3   | Ricardo Risatti          | 6   | 4   | 7   | 4   | 6   | 10  | 1   | 1   | 1   | 16† | 3   | 3   | 1   | 5   | NC  | 96  |
| 4   | Javier Villa             | 5   | 7   | 2   | 1   | 1   | 2   | 3   | 16  | Ret | 1   | 4   | 5   | 15  | 3   | Ret | 96  |
| 5   | Álvaro Barba             | 3   | 1   | 1   | 2   | Ret | Ret | 6   | 4   | 3   | Ret | 1   | 7   | Ret | 6   | Ret | 81  |
| 6   | Filipe Albuquerque       | 9   | 5   | 17† | 13  |     | 3   | 5   | 3   | 4   |     |     | 4   | 9   | 1   | Ret | 41  |
| 7   | Roldán Rodríguez         | Ret | 2   | 4   | 6   | 8   | Ret | 17  | Ret | 10  | 3   | 5   | Ret | 4   | 8   | Ret | 35  |
| 8   | Daniel Martín Posadilla  | 4   | 3   | 6   | 5   | 5   | 4   | Ret | 8   | 6   |     |     |     |     |     |     | 31  |
| 9   | Marcos Martínez Ucha     | Ret | 11  | NC  | 8   | Ret | 12  | 12  | 5   | 7   | 5   | 14† | 6   | 8   | 10  | 2   | 29  |
| 10  | Marco Barba              | 10  | Ret | Ret | Ret | 9   | 9   | 7   | 9   | 8   | 6   | 8   | Ret | 5   | 9   | 7   | 27  |
| 11  | Arturo Llobell           | 7   | 13  | 9   | 9   | 11  | 7   | 13  | 12  | Ret | 8   | 10  | 8   | 7   | 11  | 4   | 16  |
| 12  | Manuel Sáez-Merino, Jr.  | 8   | 6   | 11  | 7   | 7   | 5   | 11  | 13  | 13  | 13  | 9   | Ret | Ret | 12  | 8   | 13  |
| 13  | Juan Manuel Polar        | 14  | 10  | 8   | Ret | 10  | 6   | 9   |     |     |     |     | 10  | 16† | 15  | 3   | 12  |
| 14  | Piero Rodarte            |     |     | 12  | 15  | 12  | 8   | 10  | 11  | 9   | 7   | 7   | Ret | 12  | 7   | Ret | 10  |
| 15  | Sebastian Vettel         |     |     |     |     | 3   |     |     |     |     |     |     |     |     |     |     | 8   |
| 16  | Edeniel Soto             |     |     | 16  | 17  | 15  | 13  | 15  | 15  | Ret | 12  | DNS | 14  | Ret | 13  | 5   | 4   |
| 17  | Carlos Álvarez           | 13  | 15  | 18† | 11  |     | Ret | Ret | 10  | Ret | Ret | Ret | Ret | 6   | Ret | Ret | 4   |
| 18  | Carlos Cosidó            |     |     |     |     |     |     |     | Ret | 14  | 11  | 12  | 11  | 13  | 14  | 6   | 4   |
| 19  | Manel Cerqueda, Jr.      | 16  | 16  | 14  | 12  | NC  | Ret | 18† | 7   | 11  | 10  | Ret |     |     |     |     | 3   |
| 20  | Carlos Iaconelli         |     |     |     |     |     | Ret | 8   | Ret | 15  | 15† | 15† |     |     |     |     | 2   |
| 21  | Nil Montserrat           | 12  | 17  | 10  | Ret | 14  | 11  | 14  | 14  | 12  | 9   | 11  | 9   | 11  | 16† | Ret | 2   |
|     | Carlos Martín            | 11  | 18† | 13  | 10  | 13  | NC  | 16  |     |     |     |     |     |     |     |     | 0   |
|     | Roc Mas                  | Ret | Ret | DNS | 16† | Ret |     |     |     |     |     |     |     |     |     |     | 0   |
|     | Adrian Campos, Jr.       |     |     |     |     |     |     |     |     |     | 14  | DNS |     |     |     |     | 0   |
|     | Borja Mancera            |     |     |     |     |     |     |     |     |     | Ret | 13  |     |     |     |     | 0   |
|     | Aitor Medina             |     |     | 15  | 14  |     |     |     |     |     |     |     |     |     |     |     | 0   |
|     | Iñigo Martínez           |     |     |     |     |     |     |     |     |     |     |     | 15  | 14  | Ret | Ret | 0   |
|     | María de Villota         | NC  | 12  |     |     |     |     |     |     |     |     |     |     |     |     |     | 0   |
|     | Ryan Lewis               |     |     |     |     |     |     |     |     |     |     |     | 13  | Ret |     |     | 0   |
|     | Sebastián Moreno         | 15  | 14  |     |     |     |     |     |     |     |     |     |     |     |     |     | 0   |
|     | Sébastien Buemi          |     |     |     |     |     |     |     |     |     | Ret | DNS |     |     |     |     | 0   |
| Pos | Piloto                   | JAR | JAR | VAL | VAL | ALB | EST | EST | ALB | ALB | VAL | VAL | JER | JER | CAT | CAT | Pts |

| Color     | Resultado                                                               |
| --------- | ----------------------------------------------------------------------- |
| Oro       | Ganador                                                                 |
| Plata     | 2.ª plaza                                                               |
| Bronce    | 3.ª plaza                                                               |
| Verde     | Finalizó en los puntos                                                  |
| Azul      | Finalizó sin puntos                                                     |
| Azul      | NC - No clasificado                                                     |
| Violeta   | Ret - No terminó (Carrera)                                              |
| Rojo      | DNQ - No se clasificó                                                   |
| Negro     | DSQ - Descalificado                                                     |
| Blanco    | DNS - No empezó (carrera)                                               |
| Blanco    | WD - Retirado (fin de semana)                                           |
| Blanco    | C - Carrera cancelada                                                   |
| Sin color | DNP - Inscrito pero no participó                                        |
| Sin color | INJ - Lesionado                                                         |
| Sin color | EX - Excluido                                                           |
| Estado    | Resultado                                                               |
| Negrita   | Pole position                                                           |
| Cursiva   | Vuelta rápida                                                           |
| †         | Abandona, pero clasifica al completar el porcentaje requerido para ello |

### Escuderías
- Todas compiten con motores Toyota

| Pos | Escudería                   | Pts |
| --- | --------------------------- | --- |
| 1   | Racing Engineering          | 252 |
| 2   | Campos Racing               | 124 |
| 3   | GTA Motor Competición       | 119 |
| 4   | Llusiá Racing               | 112 |
| 5   | ECA Racing                  | 40  |
| 6   | IGI-Tec Auto                | 11  |
| 7   | Catolan Racing Sport        | 0   |
| 8   | Meycom Sport                | 0   |
| 9   | Escuela Española de Pilotos | 0   |
| Pos | Escudería                   | Pts |

### Copa de F3
| Pos | Piloto                  | Pts |
| --- | ----------------------- | --- |
| 1   | Arturo Llobell          | 86  |
| 2   | Marcos Martínez Ucha    | 82  |
| 3   | Marco Barba             | 79  |
| 4   | Manuel Sáez-Merino, jr. | 69  |
| 5   | Piero Rodarte           | 61  |
| 6   | Nil Montserrat          | 33  |
| 7   | Carlos Martín           | 14  |
| 8   | Manel Cerqueda, jr.     | 12  |
| 9   | Carlos Cosidó           | 8   |
| 10  | Edeniel Soto            | 6   |
| 11  | María de Villota        | 6   |
| 12  | Carlos Álvarez          | 6   |
| 13  | Ryan Lewis              | 3   |
| Pos | Piloto                  | Pts |

### Trofeo Ibérico
| Pos | Piloto                   | Pts |
| --- | ------------------------ | --- |
| 1   | Andy Soucek              | 77  |
| 2   | José Manuel Pérez-Aicart | 58  |
| 3   | Javi Villa               | 45  |
| 4   | Álvaro Barba             | 35  |
| 5   | Arturo Llobell           | 27  |
| 6   | Marcos Martínez Ucha     | 25  |
| 7   | Roldán Rodríguez         | 23  |
| 8   | Daniel Martín            | 20  |
| 9   | Manuel Sáez-Merino, jr.  | 20  |
| 10  | Marco Barba              | 16  |
| Pos | Piloto                   | Pts |

## Estadísticas

### Nacionalidades
| Pilotos                  | Pilotos     | Pilotos     | Pilotos    |
| CCAA                     | País        | Continente  | Total = 32 |
| ------------------------ | ----------- | ----------- | ---------- |
| Comunidad Valenciana = 6 | España = 21 | Europa = 26 | Total = 32 |
| Cataluña = 4             | España = 21 | Europa = 26 | Total = 32 |
| Comunidad de Madrid = 4  | España = 21 | Europa = 26 | Total = 32 |
| Andalucía = 1            | España = 21 | Europa = 26 | Total = 32 |
| Castilla y León = 3      | España = 21 | Europa = 26 | Total = 32 |
| Asturias = 1             | España = 21 | Europa = 26 | Total = 32 |
| Canarias= 1              | España = 21 | Europa = 26 | Total = 32 |
| Navarra = 1              | España = 21 | Europa = 26 | Total = 32 |
| Alemania = 1             |             | Europa = 26 | Total = 32 |
| Andorra = 1              |             | Europa = 26 | Total = 32 |
| Portugal = 1             |             | Europa = 26 | Total = 32 |
| Reino Unido = 1          |             | Europa = 26 | Total = 32 |
| Suiza = 1                |             | Europa = 26 | Total = 32 |
| Brasil= 2                | Brasil= 2   | América = 6 | Total = 32 |
| Argentina = 1            |             | América = 6 | Total = 32 |
| Colombia = 1             |             | América = 6 | Total = 32 |
| México = 1               |             | América = 6 | Total = 32 |
| Perú = 1                 |             | América = 6 | Total = 32 |

| Escuderías               | Escuderías | Escuderías | Escuderías |
| CCAA                     | País       | Continente | Total = 10 |
| ------------------------ | ---------- | ---------- | ---------- |
| Comunidad de Madrid = 4  | España = 9 | Europa = 9 | Total = 10 |
| Cataluña = 2             | España = 9 | Europa = 9 | Total = 10 |
| Comunidad Valenciana = 2 | España = 9 | Europa = 9 | Total = 10 |
| Andalucía = 1            | España = 9 | Europa = 9 | Total = 10 |